# Agata Różańska

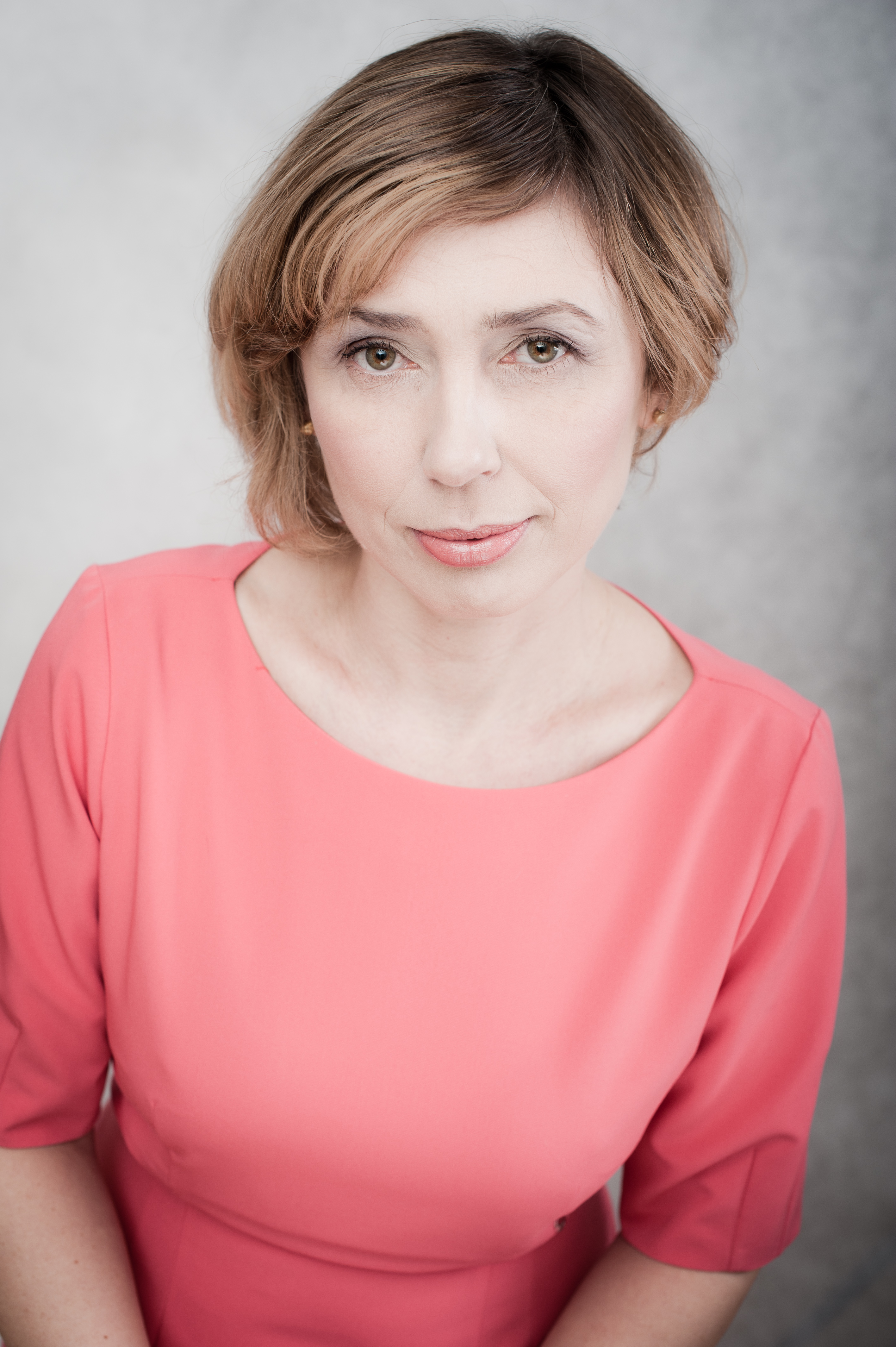
Agata Różańska (2016)

Agata Różańska (sinh ngày 3 tháng 10 năm 1968 tại Bydgoszcz, Ba Lan) là một nhà thiên văn học và nhà vật lý thiên văn người Ba Lan. Cô chuyên nghiên cứu các quá trình phát xạ trong các nguồn thiên văn học tia X.

## Tiểu sử
Agata Różańska khởi xướng việc nghiên cứu các vùng nhị pha xung quanh các lỗ đen siêu trọng ở trung tâm các thiên hà. Cô là thành viên của Hiệp hội Thiên văn Ba Lan, Liên đoàn Thiên văn Quốc tế và Hiệp hội Thiên văn châu Âu. Từ năm 2013, cô là thủ quỹ của Hiệp hội Thiên văn Ba Lan. Năm 2019, cô được bổ nhiệm làm thành viên Ủy ban Nghiên cứu Vệ tinh và Không gian của Viện Hàn lâm Khoa học Ba Lan nhiệm kỳ 2019–2022. Cô được bầu làm thành viên hội đồng của Hiệp hội Thiên văn châu Âu nhiệm kỳ 2020–2024.
Różańska chính thức nhận chức danh giáo sư vào năm 2020. Hiện tại, cô làm việc tại Trung tâm Thiên văn Nicolaus Copernicus, thuộc Viện Hàn lâm Khoa học Ba Lan ở thủ đô Warsaw.